# Миус (аэродром)
Миус — экспериментальный аэродром в городе Сарове Нижегородской области. Используется для транспортного обеспечения расположенного здесь Российского федерального ядерного центра (Всероссийский научно-исследовательский институт экспериментальной физики).
Общая длина ВПП аэродрома 2500 м, рабочая (используемая) часть 1920 м. Приём воздушных судов гражданской авиации с пассажирами на борту осуществляется по разовым разрешениям Росавиации.
Аэродром основан в 1946 году. С 1975 по 2005 годы осуществлялись рейсы Ан-24 в аэропорт Быково (Москва). С 1962 года до середины 1990-х на аэродроме функционировал аэроклуб ДОСААФ (парашютные прыжки).
В 2018 году начата реконструкция аэродрома (стоимость первого этапа работ составляет 600 млн рублей). Будет реконструирована взлётно-посадочная полоса, смонтировано восемь объектов системы управления воздушным движением, оснащенных современным оборудованием обеспечения полетов днем и ночью в приборных метеоусловиях. К 2020 году аэродром сможет принимать воздушные суда всех типов.